# Église Saint-Jean-Baptiste du Bleymard
L'église Saint-Jean-Baptiste du Bleymard est une église catholique romaine située au Bleymard, en France.

## Localisation
L'église est située sur la commune du Bleymard, face à la mairie, dans le département français de la Lozère.